# Раймон Беренгер III
Раймон Беренгер III (ісп. Ramón Berenguer III фр. Raimond-Bérenger III; 1158 — 5 квітня 1181) — граф Провансу у 1172—1181 роках.

## Життєпис
Походив з Барселонського дому. Другий син Рамон-Беренгера IV, графа Барселони, та Петроніли, королеви Арагону. Народився 1158 року, отримавши ім'я Педро. 1162 року отримав графство Сердань і Руссільйон та права на герцогство Нарбон.
1168 року передав свої графство братові Санчо, а сам став намісником свого брата Альфонсо II, короля Арагону, в Провансі. 1173 року Педро остаточно отримав графство Прованс в своє панування, змінивши ім'я на Раймон Беренгер. 1176 року разом з братом Санчо виступив проти Ніццької республіки, яку було підкорено та приєднано до Провансу. Того ж року Раймунд V, граф Тулузи, визнав владу барселонського дому в графстві Прованс. 1178 року граф Провансу відмовитися принести оммаж імператорові Фрідріху I, який коронувався королем Арелату (Бургундії) в Арлі.
1181 року Раймон Беренгер III долучився до антитулузького союзу Арагону і Англії. Рожер II віконт Каркассону став наступати на Тулузу з південного заходу. В свою чергу Раймон Беренгер III вирішив підкорити прибережні міста Лангедоку, але у бою біля Монпельє зазнав поразки й загинув. Графство Прованс успадкував його брат Санчо.